# ブランコ・ジュリッチ
ブランコ・ジュリッチ（Branko Đurić - Đuro、1962年5月28日 - ）は、ボスニア・ヘルツェゴビナ出身の俳優。現在は劇団『Theatre55』主宰。ロックバンドBombaj štampaのボーカル、ギターを担当。

## 経歴
父親はセルビア人、母親はボスニア人。サラエヴォに生まれ、1980年代にはテレビのコメディシリーズ『シュールレアリストのトップリスト』(Top lista nadrealista)に出演し、ユーゴスラヴィア内で人気を博した。2001年、ダニス・タノヴィッチ監督の『ノー・マンズ・ランド』にボスニア兵・チキ役として出演し、世界的に知られるようになる。ユーゴスラビア紛争の際にスロヴェニアに移住し、スロヴェニア人女優と結婚している。

## 作品
- シュールレアリストのトップリスト Топ листа надреалиста（テレビシリーズ/ラジオシリーズ）
- ジプシーのとき Dom za vesanje（1989年）エミール・クストリッツァ監督
- Kuduz（1989年）
- The Fall of Rock and Roll（1989年）
- Ovo malo duse（1991年）アデミル・ケノヴィッチ監督
- ノー・マンズ・ランド No Man's Land（2001年）
- Profesionalac（2002年）
- チーズ&ジャム、Kajmak in marmelada（2003年）
- A Small World（Mali svet）（2003年）
- Bal-Can-Can（2004年）
- Love	me！（Amatemi!）イタリア（2004年）
- Nasa mala klinika（2004年）
- Traktor, ljubezen in rock'n'roll（2006年）

### 舞台
- 受精の時間 Čas za spermembo
- 愚か者の晩餐 Butelj za večerjo

## 関連
- 公式ウェブサイト
- 劇団Theatre55の公式サイト
- 出演作品のデータベース
- Branko Djuric (I) - IMDb（英語）
- ブランコ・ジュリッチ - allcinema